# Oosterwijzend
Oosterwijzend est un hameau situé dans la commune néerlandaise de Drechterland, dans la province de la Hollande-Septentrionale.